# Rachele Guidi

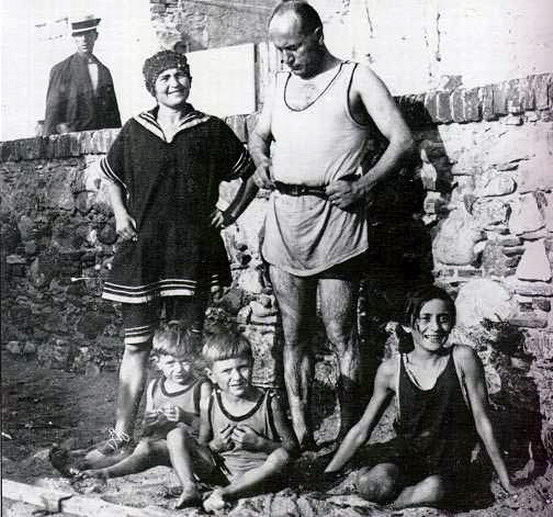
Rachele und Benito Mussolini 1923 in Levanto, vorne (v. r. n. l.) die Kinder Edda, Vittorio und Bruno

Rachele Guidi (* 11. April 1890 in Predappio, Romagna, Königreich Italien; † 30. Oktober 1979 in Forlì) war die Ehefrau des italienischen Diktators Benito Mussolini.

## Jugend und Ehe mit Benito Mussolini
Ihre Eltern waren der Landwirt Agostino Guidi und seine Frau Anna Lombardi. Nach dem Tod des Vaters wurde Racheles Mutter die Geliebte des ebenfalls in Predappio lebenden verwitweten Alessandro Mussolini, des Vaters von Benito Mussolini. 1910 zogen Mutter und Tochter in das Haus der Mussolinis.
Benito Mussolini kannte die sieben Jahre jüngere Rachele Guidi bereits seit längerem. Zwischen den beiden entwickelte sich eine Beziehung. Am 1. September 1910 wurde aus dieser Verbindung die gemeinsame Tochter Edda geboren. In der Geburtsurkunde des Kindes stand der Name des Vaters, es fehlte aber der Eintrag der Mutter, da das Elternpaar unverheiratet war. Das italienische Recht ermöglichte damals diese aus heutiger Sicht außergewöhnliche Regelung.

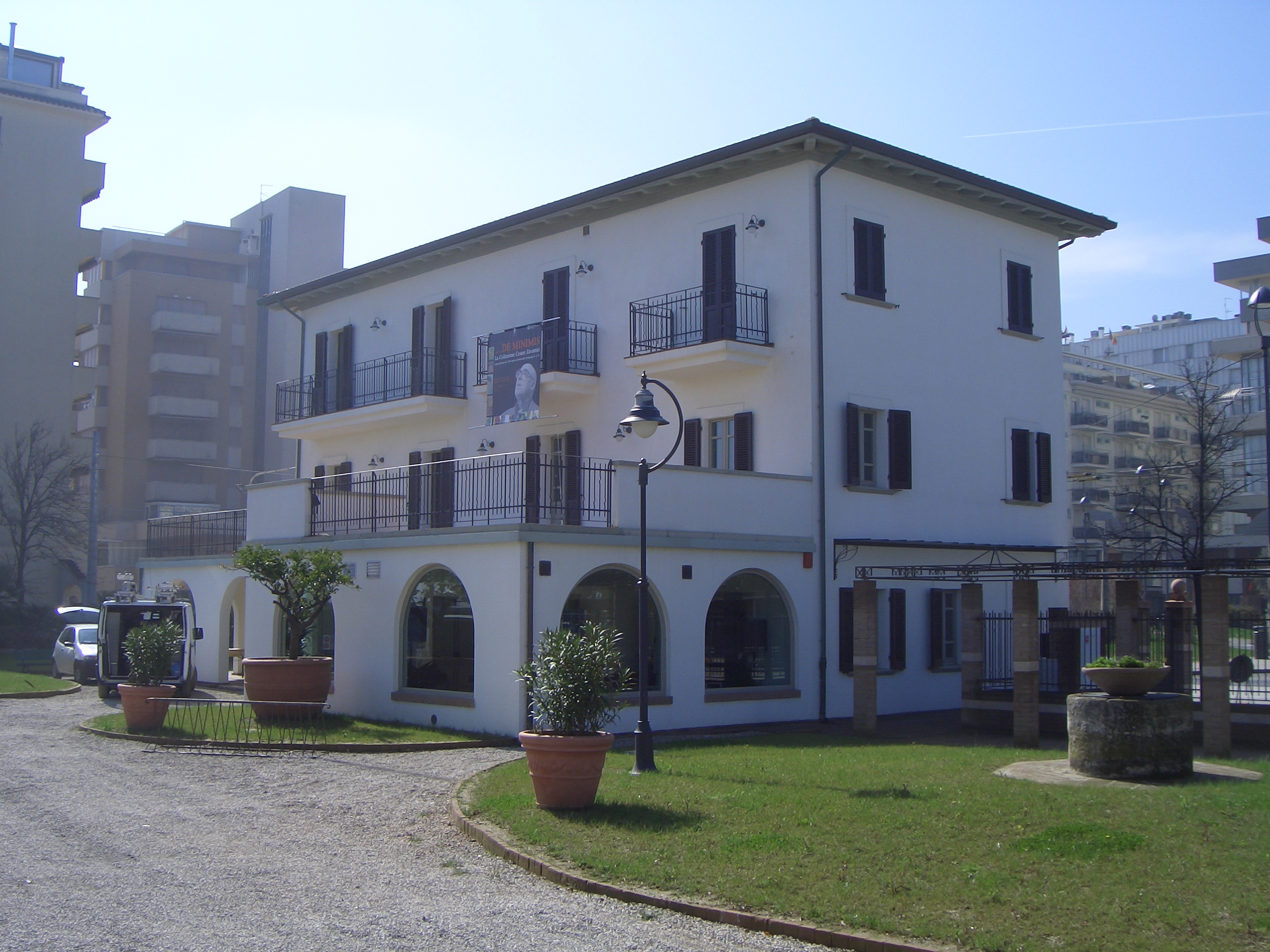
Der Wohnsitz der Familie, die „Villa Mussolini“, heute Villa Carpena, in Forlì

Zur gleichen Zeit pflegte Benito Mussolini eine Liebesbeziehung mit der Kosmetikerin Ida Dalser. Es ist davon auszugehen, dass die beiden 1914 heirateten. Die amtlichen Unterlagen über diese Eheschließung wurden wahrscheinlich später vernichtet. Am 11. November 1915 kam Benito Albino als ihr gemeinsames Kind zur Welt. Die Beziehung war allerdings nicht von Dauer. Am 17. Dezember 1915, kurz nach der Geburt von Benito Albino, heirateten Benito Mussolini und Rachele Guidi vor dem Standesamt in Treviglio (Lombardei). Am 27. September 1916 kam ihr zweites gemeinsames Kind Vittorio auf die Welt. Über eine Scheidung von Ida Dalser liegen keine Erkenntnisse vor. Die Quellenlage ist unsicher, aber man kann vermuten, dass Benito Mussolini damals Bigamie beging. Seine Vaterschaft im Fall Benito Albino bestätigte er notariell und leistete regelmäßige Geldzahlungen. Das Leben von Ida Dalser, die Benito über mehrere Jahre gerichtlich verfolgte, endete in einer Nervenheilanstalt in San Clemente (Venedig), wo sie im Alter von 57 Jahren 1937 starb. Auch der Sohn Benito Albino wurde politisch verfolgt und am 26. August 1942 im Alter von 27 Jahren in der Nervenheilanstalt von Limbiate vermutlich umgebracht.

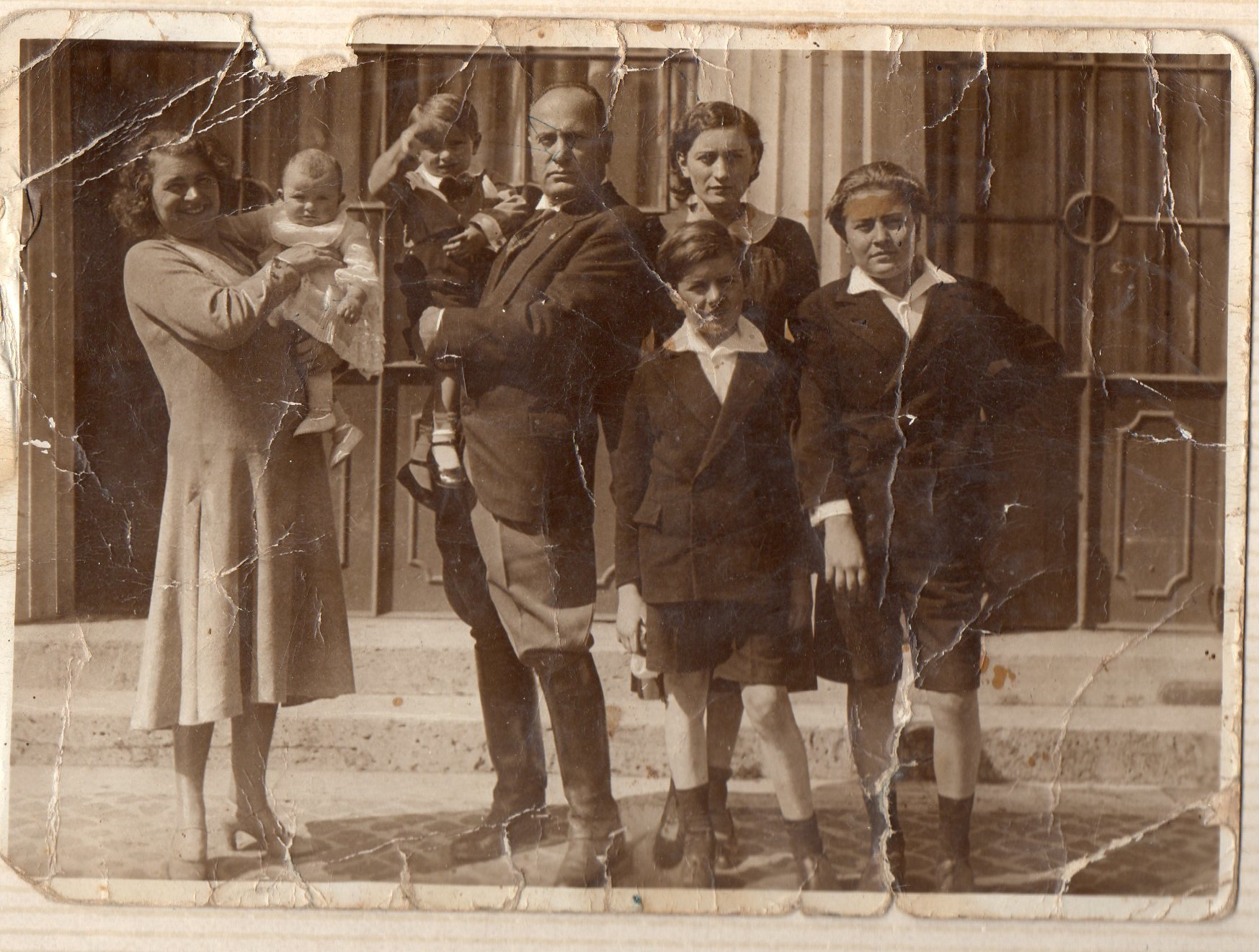
(v. l. n. r.) Rachele, Anna Maria, Romano, Benito, Bruno, Edda und Vittorio (ca. 1930)

Nach Mussolinis Machtergreifung bestätigten Rachele und Benito ihre Eheschließung im Dezember 1925 durch eine kirchliche Trauung. Benito Mussolini pflegte diverse Liebschaften und prahlte gerne mit seinen Erfolgen bei den Damen. Während der Zeit des Faschismus galt Rachele in der Öffentlichkeit als vorbildliche Hausfrau und Mutter. Insgesamt entstammen der Ehe fünf Kinder:
- Edda (1910–1995), nach der Heirat mit Graf Galeazzo Ciano spätere Edda Ciano Gräfin von Cortellazzo und Buccari;
- Vittorio (1916–1997), Filmproduzent;
- Bruno (1918–1941), Pilot der italienischen Luftstreitkräfte;
- Romano (1927–2006), Jazzpianist, verheiratet mit Anna Maria Scicolone, der jüngeren Schwester der Filmschauspielerin Sophia Loren, und Vater der späteren Senatorin Alessandra Mussolini sowie der neofaschistischen Politikerin Rachele Mussolini jun.[3], die nach ihrer Großmutter benannt wurde.[4]
- Anna Maria (1929–1968), Fernsehmoderatorin.

Die Familie lebte in der Villa Carpena in Forlì, in der heute ein Museum untergebracht ist, in dem noch immer zahlreiche persönliche Gegenstände ausgestellt werden. Ursprünglich wurde das Haus auch als Villa Mussolini bezeichnet, heute ist es unter dem Namen Casa dei Ricordi, „Haus der Erinnerungen“, bekannt.
Am 27. April 1945 wurde Benito Mussolini zusammen mit seiner damaligen Geliebten Claretta Petacci in Dongo am Comer See von Partisanen gefangen genommen und am folgenden Tag gemeinsam mit seiner Begleitung hingerichtet.

## Nachkriegszeit
Rachele gehörte damals nicht zur Begleitung ihres Ehemanns. Sie floh kurz nach Ende des Zweiten Weltkriegs in Richtung Schweiz. Dabei geriet sie ebenfalls in der Nähe des Comer Sees in Gefangenschaft. Sie wurde der US-amerikanischen Armee übergeben und für mehrere Monate auf der Insel Ischia gefangen gehalten.
Später eröffnete Rachele ein kleines Restaurant in ihrem Heimatort Predappio. Zehn Jahre nach dem Tod ihres Ehemanns wurde ihr erlaubt, seinen Leichnam auf den Friedhof von Predappio zu überführen. Ihr Restaurant entwickelte sich zu einer Pilgerstätte für politische Anhänger des Faschismus. Teilweise mit Unterstützung Dritter schrieb sie mehrere Bücher über die Zeit mit Benito Mussolini. So erschien 1974 unter dem Titel „Benito ed io: una vita insieme“ (Deutsch: „Mussolini: Eine intime Biographie“) ihre Lebensbeschreibung, die sie gemeinsam mit Albert Zarca verfasste, dem Autor einer Biografie über Benito Mussolini.
Rachele verstarb 1979 im Alter von 89 Jahren in Forli.

## Familiengruft und politisches Erbe

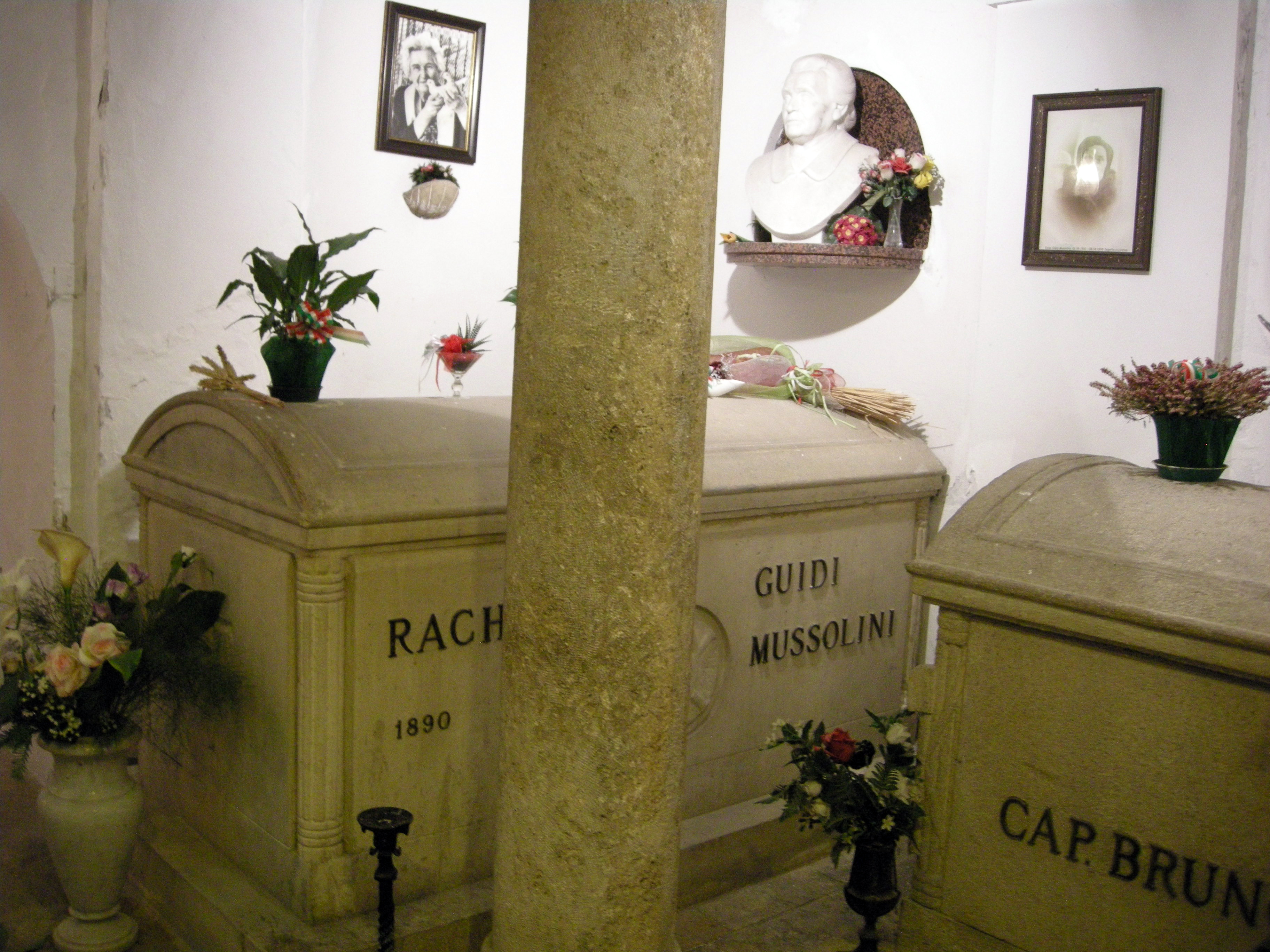
Die Familiengruft in Predappio

Seit 1957, als ein Parlamentsbeschluss es möglich machte, die sterblichen Überreste des verstorbenen Diktators nach Predappio zu überführen, erlebt das kleine Städtchen regelmäßig Aufmärsche Rechtsextremer. Besonders am Jahrestag des Marsches auf Rom sowie an Geburts- und Todestagen reisen viele Neofaschisten zur Familiengruft. Kein Schild weist den Weg in das abgelegene Tal mit dem Monumentalfriedhof, der die Mussolini-Krypta enthält. Außer Benito und Rachele Mussolini wurden auch ihre Kinder Vittorio, Bruno, Romano und Anna Maria hier in Marmorsarkophagen beigesetzt.
Im Alter von 78 Jahren starb 2006 der Jazzmusiker Romano Mussolini als letztes von Racheles und Benito Mussolinis Kindern.
Seine älteste Tochter Alessandra Mussolini und seine jüngste Tochter Rachele Mussolini jun. treten unabhängig voneinander, jedoch beide im rechtsextremen Spektrum das politische Erbe der Familie an.